# Micro-région de Törökszentmiklós
La micro-région de Törökszentmiklós (en hongrois : törökszentmiklósi kistérség) est une micro-région statistique hongroise rassemblant plusieurs localités autour de Törökszentmiklós.